# Saloma
Saloma (heb. שלומית Shelomit) je bila Isusova učenica koja se uzgred pominje u Novom zavetu, a o kojoj postoji bogato predanje u apokrifnim spisima.
Kanonska jevanđelja je pominju kao jednu od žena koje su posmatrale Isusovo razapinjanje, a potom nosile miro da ga pomažu, zatekavši „mladića u belom” i praznu grobnicu. Ostali izvori opisuju Salomu kao jednu od Isusovih bliskih učenica, sa kojom je u više navrata vodio duboke filozofske razgovore, te pominju i ranohrišćanske zajednice koje neguju tradiciju prenošenja znanja od Salome.
Pravoslavna crkva je slavi kao jednu od mironosnica, treće nedelje od uskrsa. U Katoličkoj crkvi se Saloma poistovećuje sa Marijom Kleopovom, te se slavi kao sveta Marija Saloma 24. aprila.

## Ime
Na aramejskom i arapskom jeziku Saloma (سلمة Salma ili Salomje سالومي) znači mir. U nekim prevodima se javlja i oblik Solomija.

## Saloma u Novom zavetu
Saloma se u Novom zavetu zavetu pominje samo na dva mesta kod Marka. Jevanđelje po Marku prenosi da su Isusovo raspeće iz daleka posmatrale neke žene, među kojima i Saloma:
Isto jevanđelje pominje Salomu i na drugom mestu, kao jednu od žena na Isusovom grobu, koje zatiču mladića u belom i praznu grobnicu:
Druga jevanđelja, opisujući iste događaje, ne pominju Salomu. Matejevo evanđelje prenosi da su Isusovo raspeće iz daleka gledale „mnoge žene” koje su išle za Isusom, od kojih imenuje samo „Mariju Magdalinu, Marija majku Jakovljevu i Josijinu i majku sinova Zevedejevih”. Na osnovu ovoga Katolička enciklopedija (1913) zaključuje da je Saloma iz Jevanđelju po Marku, verovatno „mati sinova Zevedejevih”, koja se pominje u Jevanđelju po Mateju. Matej među ženama na Isusovom grobu pominje samo Mariju Magdalenu i „drugu Mariju”.
U Jovanovom jevanđelju se Saloma takođe nigde ne pominje. Na Isusovom raspeću se pominju sledeće žene: „mati njegova, sestra matere njegove Marija Kleopova, i Marija Magdalina.” Na osnovu ovoga neki identifikuju Salomu kao sestru Isusove majke, odnosno njegovu tetku, a neki pak kao Mariju Kleopovu, pa se ona u crkvenoj tradicji naziva i sveta Marija Saloma.

## Saloma u apokrifima
Evanđelje po Tomi prenosi da je Isus boravio kod Salome, ležao na njenom kreveti i delio sa njom obrok:
Grčko evanđelje po Egipćanima (početak 2. veka), prenosi dijalog Isusa i Salome, koja je predstavljena kao njegova bliska učenica. Sačuvani delovi njihovog razgovora zastupaju celibat i povratak u androgino stanje. Iz njihovog razgovora se takođe vidi da je Saloma bila bez dece:
Isto evanđelje prenosi još jedan fragment njihovog razgovora:
Dijalog Isusa i Salome je odjekivao u apokrifima 2. i 3. veka. Na njega su se posebno pozivali neki gnostici koji prihvataju seksualni asketizam kao sredstvo prekidanja kruga rođenja i smrti i prevazilaženja razlike između muškog i ženskog, omogućujući povratak na iskonsko androgeno stanje, poput enkratita.
U apokrifima se Saloma pominje kao jedna od žena koje Isus posebno pozdravlja odlazeći u smrt. Prvo otkrivenje po Jakovu prenosi da je Isus, pripremajući Jakova za svoju smrt, rekao:
„Kada govoriš ove reči, ohrabri ovu četvorku: Salomu, Mariju, Martu i Arsinoju.— Prvo otkrivenje po Jakovu, 41.
Ona takođe pominje među ženama koje su prve posetile Isusov grob. Apokrifna koptska Knjiga vaskrsenja Hristovog, koja se pripisuje apostolu Bartolomeju, nabrajajući žene koje su posetile Isusovu grobnicu, navodi da je među njima bila „i Saloma, koja ga je iskušavala”.

## Ostala pominjanja
Čak i nehrićanski pisci 2. veka pominju da postoji tradicija prenošenja znanja od „Salome učenice”, u zajednicama kao što su Karpokratijani, sledbenici Karpokrata. Grčki filozof Kels je oko 178. godine pisao protiv raznih hrišćanskih zajednica, koje je video kao pretnju Rimskom državi. Njegova dela, sačuvana u fragmentima, pominju i sledbenike Salome:
Mogao bih takođe pomenuti one koji se nazivaju Simonijani po Simonu, i one koji se nazivaju Helenijani po Heleni, njegovoj pratilji. Postoje i hrišćanske sekte nazvane po Marselini, Karpokratovski hrišćani koji svoje korene vuku od Salome, i neki koji slede Mariju i drugi koji slede Martu, i još neki koji sebe zovu Markioniti po njihovom lideru Markionu.“